# Dillon Radunz
Dillon Jeffrey Radunz (St. Cloud, 28 marzo 1998) è un giocatore di football americano statunitense che milita nel ruolo di offensive tackle per i Tennessee Titans della National Football League (NFL).

## Carriera

### Tennessee Titans
Radunz al college giocò a football alla North Dakota State University. Fu scelto nel corso del secondo giro (53º assoluto) del Draft NFL 2021 dai Tennessee Titans. Debuttò come professionista subentrando nella gara del secondo turno contro i Seattle Seahawks. La sua stagione da rookie si chiuse con 12 presenze, di cui una come titolare.